# Suolojaure (Arjeplogs socken, Lappland, 734780-162498)
Suolojaure är en sjö i Arjeplogs kommun i Lappland och ingår i Piteälvens huvudavrinningsområde. Sjön har en area på 0,77 kvadratkilometer och ligger 403,1 meter över havet.

## Delavrinningsområde
Suolojaure ingår i det delavrinningsområde (734492-162131) som SMHI kallar för Utloppet av Suolojaure. Medelhöjden är 509 meter över havet och ytan är 28,37 kvadratkilometer. Räknas de 10 avrinningsområdena uppströms in blir den ackumulerade arean 112,75 kvadratkilometer. Vattendraget som avvattnar avrinningsområdet har biflödesordning 3, vilket innebär att vattnet flödar genom totalt 3 vattendrag innan det når havet efter 195 kilometer. Avrinningsområdet består mestadels av skog (77 procent) och sankmarker (18 procent). Avrinningsområdet har 0,92 kvadratkilometer vattenytor vilket ger det en sjöprocent på 3,2 procent.